# Zemljopis Rumunjske
Zemljopis Rumunjske obuhvaća prostor u jugoistočnoj Europi, graniči s Crnim morem, na pola puta je između ekvatora i Sjevernog pola. Rumunjska je jednako udaljena od najzapadnijeg dijela Europe - atlantske obale - i najistočnijeg - Uralskog gorja. Dvanaesta je po veličini zemlja u Europi s površinom od 238.397 km2 Ima 3.195 kilometara granice. Moldavija i Ukrajina nalaze se na istoku, Bugarska na jugu, a Srbija i Mađarska na zapadu. Na jugoistoku, 245 kilometara morske obale pruža važan izlaz na Crno more i Atlantski ocean.
Prirodni krajolik Rumunjske gotovo je ravnomjerno podijeljen na planine (23 %), ravnice (39 %) i brda (35 %). Ovi raznoliki reljefni oblici šire se prilično simetrično od Karpata, koji dosežu nadmorske visine veće od 2500 metara, do delte Dunava, koja se nalazi samo nekoliko metara iznad razine mora.
Luk Karpata proteže se preko 1000 kilometara kroz središte zemlje, pokrivajući površinu od 71.000 četvornih kilometara. Ove planine su male do srednje nadmorske visine i nisu šire od 100 kilometara. Duboko su rascjepkane uzdužnim i poprečnim dolinama i presijecane s nekoliko velikih rijeka. Ove značajke i činjenica da postoji mnogo prijevoja na vrhu - neki na nadmorskoj visini do 2256 metara - učinili su Karpate manjom preprekom za kretanje od drugih europskih planinskih područja. Još jedna prepoznatljiva značajka su mnoge erodirane platforme, koje pružaju planinski teren na relativno velikim nadmorskim visinama. Ovdje se nalaze trajna naselja na nadmorskoj visini od preko 1200 metara. Rumunjski Karpati podijeljeni su u tri cjeline: Istočni Karpati, Južni Karpati ili Transilvanske Alpe i Zapadnorumunjski Karpati. Svaka od ovih cjelina ima važne razlikovne značajke. Nacionalni park Retezat nalazi se u južnim Karpatima. Predstavlja jedan od najvećih planinskih masiva u Rumunjskoj. Najviši vrh je Peleaga s nadmorskom visinom od 2509 metara. Pontsko-kaspijska stepa djelomično se nalazi u Rumunjskoj. Genetska istraživanja identificirala su ovo područje kao najvjerojatnije područje, gdje su konji prvi put bili pripotomljeni.
Nakon ulaska u zemlju na jugozapadu kod Baziasa, Dunav putuje oko 1075 kilometara (gotovo 40 % cijele svoje dužine) kroz rumunjski teritorij, tvoreći južnu granicu sa Srbijom i Bugarskom. Gotovo sve rijeke u zemlji pritoke su Dunava, bilo izravno ili neizravno, a do trenutka kada se tok Dunava završi u Crnom moru, one čine gotovo 40 posto ukupnog protoka. Najvažnije od ovih rijeka su: Moriš, Olt, Prut, Siret, Ialomița, Someș i Argeș. Rijeka Olt duga je 615 kilometara i najduža je rijeka koja je u potpunosti unutar rumunjskih nacionalnih granica.

## Galerija
- Najviši vrh Rumunjske Moldoveanu
- Jezero Cobilița
- Rumunjski krajolik
- Topografska karta Rumunjske